# Hard house
(UK) Hard house, stupid house, party house – podgatunek muzyki house będący odmianą muzyki hard dance, popularny w dyskotekach. Muzyka hard house powstała w latach 90. XX wieku.
Gatunek ten charakteryzuje się dość szybkim tempem, dochodzącym do 140 BPM oraz specyficzną linią basu. Zawiera elementy gatunku Nu-NRG. Wpływ na powstanie muzyki hard house miał styl tech house.